# شهرستان شیبنیک-کنین
شهرستان شیبنیک-کنین (به لاتین: Šibenik-Knin County) یک شهرستان در جنوب کرواسی است. شهرستان شیبنیک-کنین ۲٬۹۸۴ کیلومتر مربع مساحت و ۱۰۹٬۳۷۵ نفر جمعیت دارد.
شهرهای شیبنیک، کنین، سکرادین و درنیش از مهم‌ترین شهرهای این شهرستان هستند.